# نيكي لو (لاعب كرة قدم)
نيكي لو (بالإنجليزية: Nicky Law)‏ هو لاعب كرة قدم بريطاني في مركز الوسط، ولد في 29 مارس 1988 في بليموث في المملكة المتحدة. لعب مع برادفورد سيتي وشيفيلد يونايتد ونادي روذرهام يونايتد ونادي رينجرز ونادي ماذرويل ويوفل تاون.

## وصلات خارجية
- نيكي لو على موقع قاعدة بيانات كرة القدم.إي يو (الإنجليزية)
- نيكي لو على موقع Soccerbase.com (لاعب) (الإنجليزية)
- نيكي لو على موقع Soccerway.com (الإنجليزية)
- نيكي لو على موقع عالم كرة القدم.نت (الإنجليزية)